# Priscilla Chan

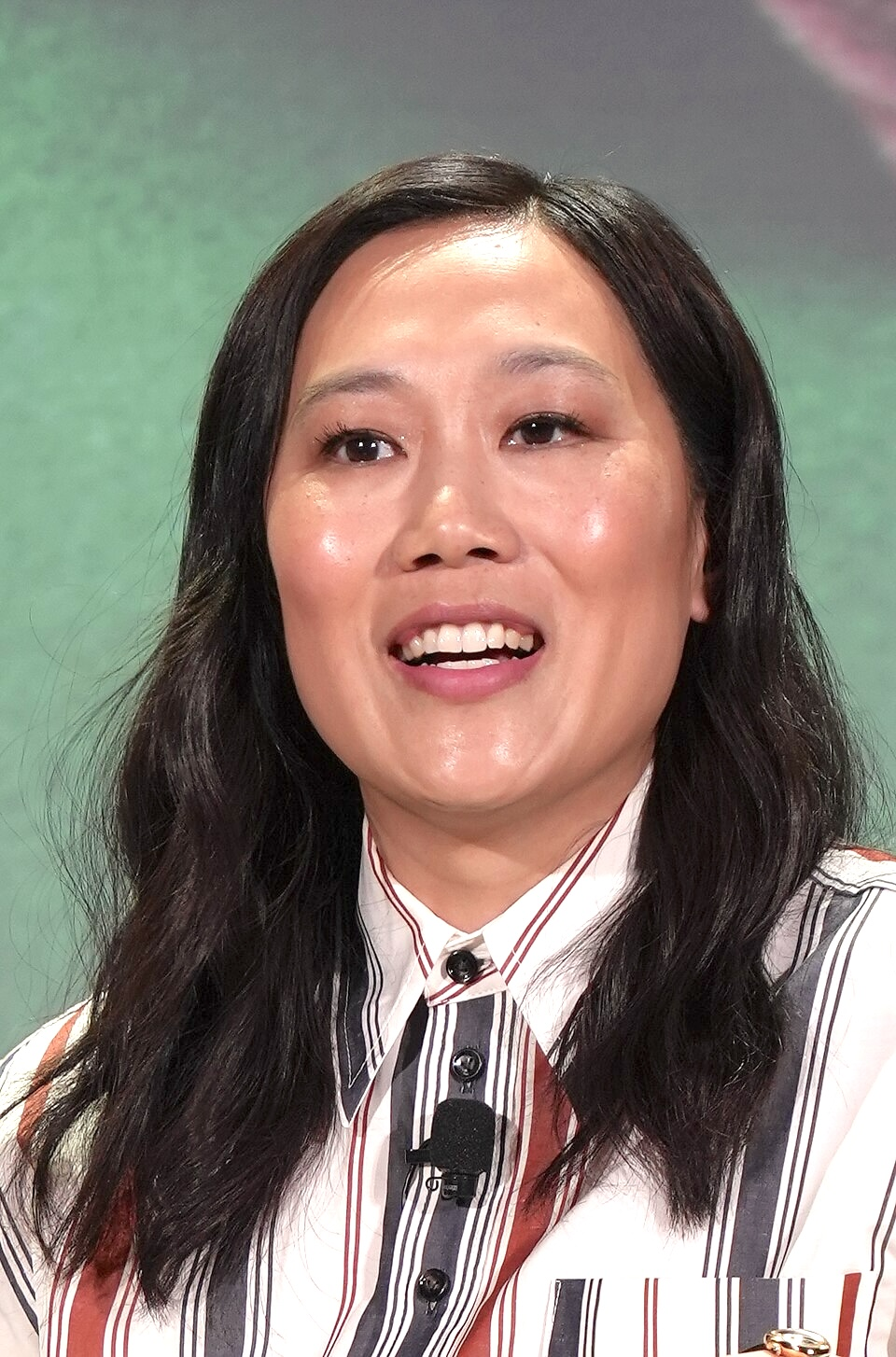
Priscilla Chan (2025)

Priscilla Chan (* 24. Februar 1985 in Braintree, Massachusetts) ist eine US-amerikanische Kinderärztin und Mäzenin. Sie ist verheiratet mit Facebook-Gründer und CEO Mark Zuckerberg und leitet mit ihm die Chan Zuckerberg Initiative, ein Unternehmen, welches das Vermögen beider Personen für wohltätige Zwecke einsetzt. 2016 wurde Chan gemeinsam mit ihrem Mann Mark Zuckerberg vom Time-Magazine zu den 100 einflussreichsten Persönlichkeiten der Welt gewählt.

## Leben und Werdegang
Chan wurde 1985 in Braintree geboren und wuchs in Quincy, einem Vorort von Boston, auf. Ihre Eltern waren Bootsflüchtlinge chinesischer Abstammung aus Vietnam. Im Jahr 2003 beendete sie die Quincy High School als Klassenbeste. Chan kam 2003 an die Harvard University, wo sie Mark Zuckerberg kennenlernte. Sie schloss 2007 ihr Studium der Biologie mit einem BA ab und studierte außerdem Spanisch. Sie ist die erste College-Absolventin in ihrer Familie. Nach ihrem Abschluss unterrichtete sie ein Jahr lang Naturwissenschaften an der privaten Harker School, bevor sie 2008 an der University of California, San Francisco, Medizin studierte. Sie schloss ihr Studium 2012 ab und beendete ihre pädiatrische Ausbildung im Sommer 2015.

## Chan Zuckerberg Initiative

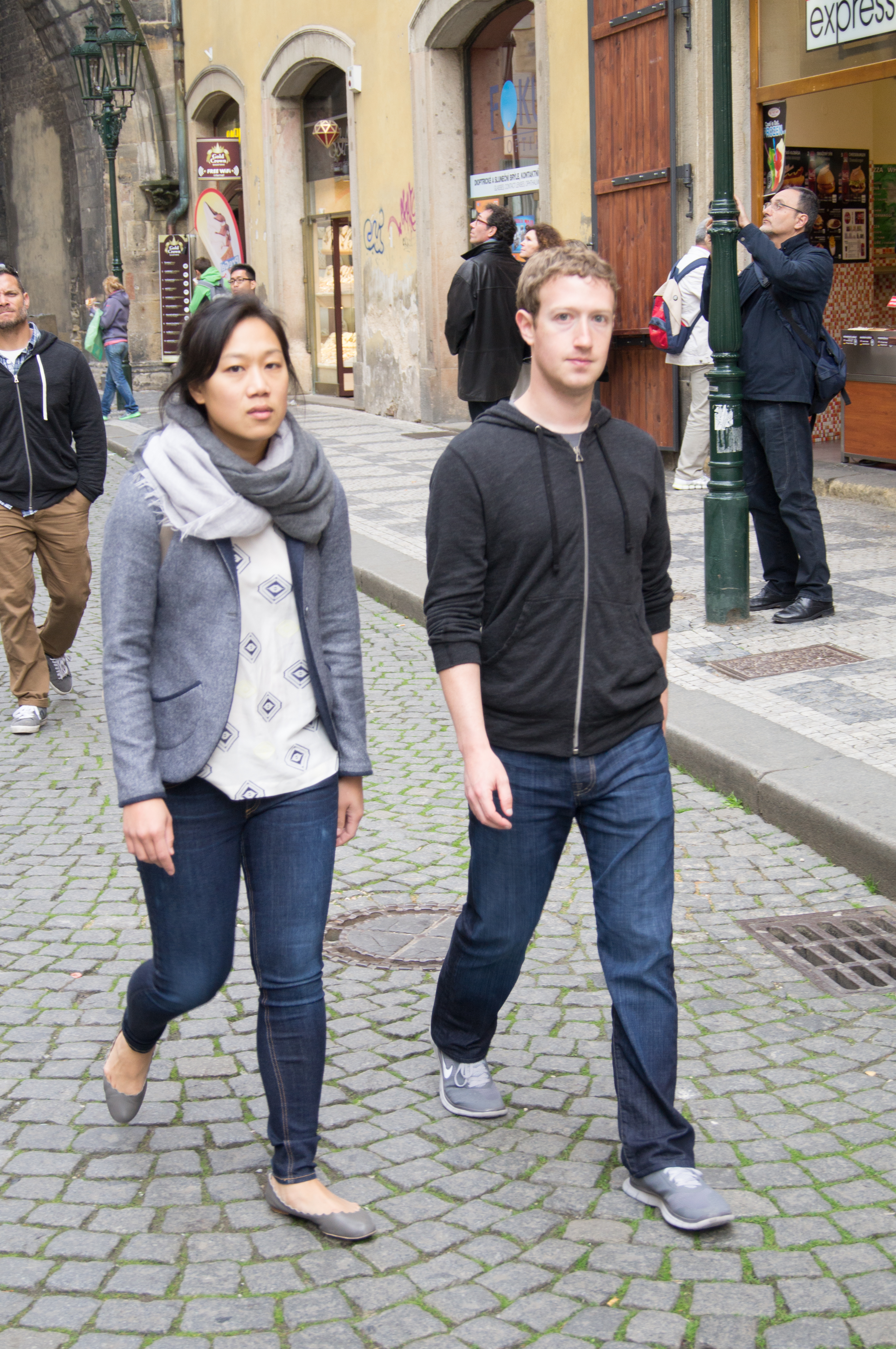
Chan mit Mark Zuckerberg (2013)

Am 1. Dezember 2015 gründeten Chan und ihr Gatte Zuckerberg die Chan Zuckerberg Initiative und kündigten an, über die Organisation im Laufe ihres Lebens 99 % ihres Vermögens zu spenden.
Das selbst definierte Ziel der Chan Zuckerberg Initiative ist es, „das menschliche Potenzial und die Gleichstellung in Bereichen wie Gesundheit, Bildung, wissenschaftliche Forschung und Energie zu fördern“. Die Organisation tätigt ihre Spenden und Investitionen zu gemeinnützigen Zwecken als eingetragenes Unternehmen. Chans wohltätige Ziele konzentrieren sich auf Bildung, Gesundheitswesen und Wissenschaft, die eng mit ihrem persönlichen Hintergrund verbunden sind. Es wird angenommen, dass sie einen starken Einfluss auf die Philanthropie ihres Mannes hat.
Die Initiative spendete u. a. 75 Millionen US-Dollar an das San Francisco General Hospital, in dem Chan arbeitete. 2013 gaben sie 18 Millionen Facebook-Aktien (im Wert von mehr als 970 Millionen US-Dollar) an die Silicon Valley Community Foundation.
Mark Zuckerberg kündigte 2016 an, Facebook-Anteile im Wert von 13 Milliarden US-Dollar zu verkaufen, um eine Forschungseinrichtung mit dem Namen Chan Zuckerberg Biohub zu gründen, die Kinderkrankheiten erforschen und heilen soll.
Bis September 2018 wurden 5,3 Milliarden US-Dollar in das Projekt investiert.
Chan und Zuckerberg wurden für die Initiative mehrfach ausgezeichnet.

## Persönliches
Chan heiratete Zuckerberg am 19. Mai 2012, einen Tag nach dem Börsengang von Facebook. Am 1. Dezember 2015 gaben sie die Geburt ihrer Tochter Maxima Chan Zuckerberg bekannt.
Am 28. August 2017 brachte Chan ihre zweite Tochter zur Welt, die den Namen August bekam. Vor der Geburt ihres ersten Kindes erlitt Chan drei Fehlgeburten.
Laut einem Facebook-Beitrag von Mark Zuckerberg ist Chan Buddhistin. Sie spricht fließend Kantonesisch, Englisch und Spanisch.
Sie lebt mit ihrem Mann in Palo Alto (Kalifornien).